# Repulse-Islands-Nationalpark
Der Repulse-Islands-Nationalpark (engl.: Repulse Islands National Park) ist ein Nationalpark im Südosten des australischen Bundesstaates Queensland. Er liegt 875 Kilometer nordwestlich von Brisbane und ca. 25 Kilometer östlich von Proserpine.
Die Gruppe besteht aus drei Inseln vor dem Cape Conway, die zu den Whitsunday Islands und damit auch zum Weltnaturerbe Great Barrier Reef gehören. Sie heißen North Repulse Island, East Repulse Island und South Repulse Island.
In der Umgebung liegen die Nationalparks Newry Islands, Lindeman Islands und Smith Islands; auf dem Festland der Conway-Nationalpark.

## Geschichte
Die Insel in der Repulse Bay wurden 1770 von Captain Cook entdeckt. Er dachte, hier einen Weg nach Norden für sein Schiff gefunden zu haben, musste aber erkennen, dass es sich nur um eine geschlossene Bucht und nicht um eine Meeresstraße handelte. Er wurde also zurückgeschlagen (engl.: repulsed). Daher benannte er Bucht und die am südlichen Eingang gelegenen Inseln entsprechend.

## Fauna
Auf allen drei Inseln nisten Wasservögel. In der Brutzeit ist daher der Zugang zu den Inseln beschränkt.

## Einrichtungen
Wildes Zelten ist erlaubt, soweit die brütenden Vögel nicht gestört werden. Teilweise sind Toiletten und Picknicktische vorhanden. Offenes Feuer ist im Park verboten.
Die Inseln sind nur mit privaten Booten erreichbar.